# Kohlenhuck
Kohlenhuck bzw. amtlich Rheinkamp-Kohlenhuck ist ein Ortsteil (offiziell Wohnplatz) des statistischem Stadtteils Rheinkamp im Norden von Moers im Kreis Wesel in Nordrhein-Westfalen.

## Lage

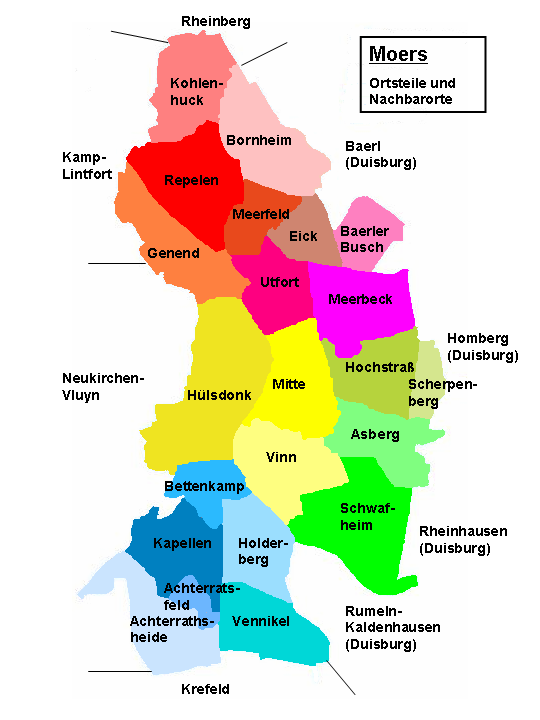
Wohnplätze von Moers; Kohlenhuck liegt im nördlichen Bereich von Moers

Der Ortsteil grenzt im Norden und Nordosten an die Rheinberger Ortsteile Winterswick und Vierbaum, im Südosten an Bornheim, im Süden an Repelen und im Westen an den Kamp-Lintforter Ortsteil Rossenray. Im Norden liegt die 45 m hohe ehemalige Bergehalde Kohlenhuck. Die Landesstraße 137 verläuft östlich der Halde in nord-südlicher Richtung. Der Moersbach durchfließt Kohlenhuck in süd-nördlicher Richtung.

## Geschichte
Kohlenhuck verdankt seinen Namen der Familie Kool oder Kohl, welche auf dem heutigen Hermeshof residierte. Eine Flurkarte der Gemeinde Rheinkamp verzeichnet einen „Kohlenhuck“ südlich vom Anrathskanal.
Nachweisbare Spuren von einem zumindest zeitweiligen Aufenthalt von Menschen im Bereich des Gebiets von Kohlenhuck gibt es sowohl aus der Eisenzeit wie auch aus der Römerzeit am Niederrhein. Aus der Eisenzeit sind einige Einzelfunde von Feuersteinklingen und Scherben von Keramik ausgegraben worden. Aus der Römerzeit sind Reste einer germanischen Siedlung im Bereich der Bergbauhalde gefunden worden. Diese betreffen die Reste einer Doppelreihe von Eichenpfosten, Bruchstücke von Keramik, Glas und zwei Eisennägel. Weiterhin wurden an zwei Stellen, westlich direkt an der Römerstraße und im Bereich des Empeler Berges, zwei Gräberfelder ermittelt.
Urkundlich nachweisbar ist die bäuerliche Besiedlung von Kohlenhuck ab dem Mittelalter. Kohlenhuck gehörte seit damals mit weiteren acht Bauerschaften zum Kirchspiel Repelen. In einer Untersuchung von 1830 bestand zu dieser Zeit die Bauerschaft aus zwanzig Wohnhäusern mit 162 Personen. Zusätzlich lag noch das Rittergut Strommoers im Ortsbereich.
Dieser große Gutshof ist ab dem Hochmittelalter urkundlich nachweisbar. Das Gut Strommoers lag im nördlichsten Bereich von Kohlenhuck am Moersbach (nordöstlich der Bergehalde), der ab dem Hochmittelalter zu den Pfründen von Klöstern gehörte. Einer der ersten nachweisbaren Eigentümer war die Abtei Deutz. Der Konvent dieser Abtei verkaufte 1256 das Gut an das Kloster Kamp. Der Verkauf wurde vom Kölner Erzbischof Konrad von Hochstaden bestätigt. Das Gut blieb dann bis zur Säkularisation, die per Dekret zum 6. Oktober 1802 erfolgte, in Besitz des Klosters. Nach 1802 wurde das Gut von der preußischen Domänenverwaltung verkauft. Nachweisbare Käufer und Eigentümer waren 1810 Witwe Bartels, 1832 Familie Dübler und 1837 Gebrüder Oettinger (oder Oettgen) sowie 1857 die Gebrüder Kauffmann aus Köln. Die Fläche des Gutes betrug 1857 noch 345 Morgen. Bis Mitte des 19. Jahrhunderts war es ein Rittergut, da der damalige Besitzer „Oettgen“ am 11. Provinziallandtag der Rheinprovinz 1854 als Abgeordneter für die Ritter teilnahm. Danach scheint die Berechtigung für ein Rittergut erloschen zu sein, da der Eigentümer in den Jahren von 1883 bis 1894, „Josef Rotes“, nur als Gutsbesitzer in Strommoers angeführt wird. Heute ist von dem gesamten ehemaligen stattlichen Anwesen nur noch eine kleine Kapelle erhalten, die 1298 errichtet und eingeweiht wurde.

## Sehenswürdigkeiten
In der Liste der Baudenkmäler in Moers ist für Kohlenhuck ein Baudenkmal aufgeführt:
- die Kapelle Strommoers (Rheinberger Straße 689)[12][13]